# 黄蚁蛛
黄蚁蛛（学名：Myrmarachne plataleoides）为跳蛛科蚁蛛属的动物。分布于印度、中国云南等地。